# Saldatura ossiacetilenica

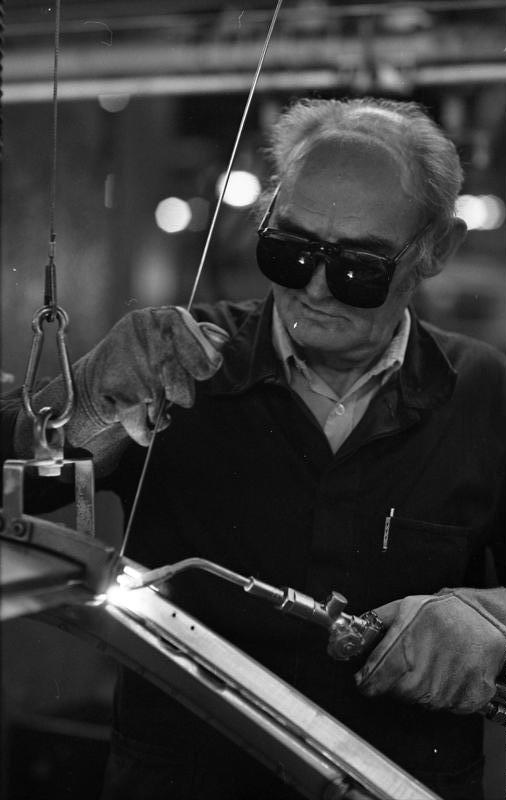
Saldatura ossiacetilenica

La Saldatura ossiacetilenica (OFW - OxiFuel gas Welding nella terminologia generica AWS, indicata anche come OAW - OxyAcetylene Welding) è un procedimento di saldatura in cui l'energia viene fornita dalla combustione di acetilene in ambiente fortemente ossidante. Questo procedimento, non richiedendo energia elettrica, è stato fra i primi ad essere studiato per la saldatura (1895) e fu utilizzato fin dagli inizi del XX secolo. Nella saldatura ossiacetilenica è quasi sempre richiesto che sia fornito materiale d'apporto, di solito sotto forma di bacchette, fondenti sotto la fiamma. Date le sue caratteristiche non tutti i materiali sono saldabili con questa tecnologia. Oltre che in saldatura la fiamma ossiacetilenica viene spesso usata anche in brasatura, mentre la torcia ossiacetilenica può essere adattata all'ossitaglio.

## La fiamma

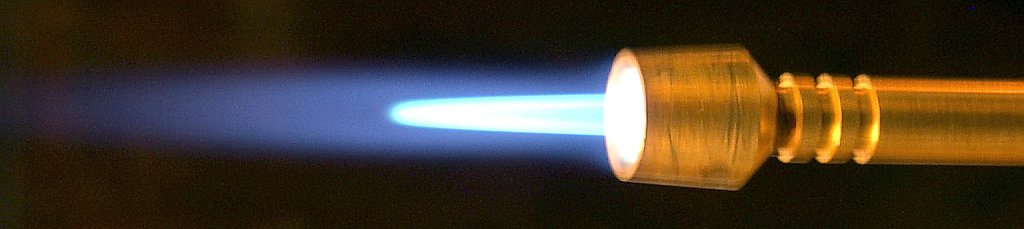
Fiamma ricca d'ossigeno

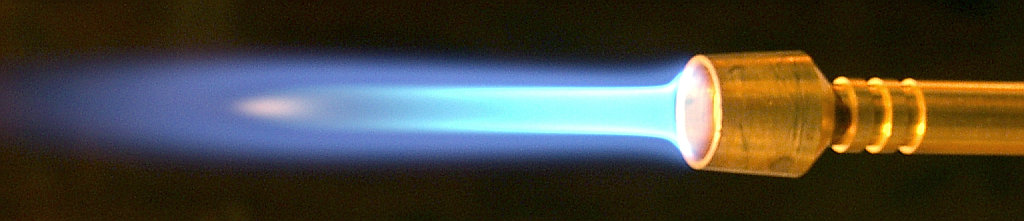
fiamma ricca di combustibile

L'energia necessaria per la saldatura in questo procedimento viene fornita da una fiamma di acetilene in ossigeno puro, la fiamma prodotta dalla combustione di due gas si divide in tre zone:
- dardo, che è una zona conica immediatamente adiacente all'uscita del cannello, bianco abbagliante, in cui avviene la reazione

{\displaystyle C_{2}H_{2}+O_{2}\rightarrow 2CO+H_{2}+444kJ}
Questa reazione, come è ben visibile, dà origine a prodotti gassosi che possono essere ulteriormente ossidati (CO e H2). La temperatura più elevata della fiamma è raggiunta al vertice del dardo.
- zona riduttrice, di colore bluastro, in cui i gas riducenti prodotti nel dardo vengono a contatto con l'ossigeno presente nell'aria, e, completando l'ossidazione, producono ulteriore calore. In questa zona avvengono le reazioni

{\displaystyle 2CO+O_{2}\rightarrow 2CO_{2}+573kJ}
{\displaystyle H_{2}+{1 \over 2}O_{2}\rightarrow H_{2}O+243kJ}
- pennacchio, la zona più esterna della fiamma costituito da prodotti della combustione, azoto e ossigeno atmosferico in eccesso a quello richiesto per le reazioni nella zona riduttrice. Il pennacchio è più luminoso della zona riduttrice, finché i gas restano a temperatura sufficientemente elevata. Dal punto di vista chimico è ossidante, data la presenza di ossigeno atmosferico.

La fiamma che si ottiene con la combustione dell'acetilene in ossigeno puro ha la temperatura di fiamma più alta fra quelle conosciute (3000-3100 °C), per esempio la combustione di idrogeno con ossigeno dà una temperatura di fiamma di circa 2500 °C. Chimicamente la fiamma ossiacetilenica, producendo solo CO e H2 nella combustione primaria ha caratteristiche riducenti, quindi è la fiamma stessa a proteggere il metallo sottostante dall'ossidazione.

## Caratteristiche dell'acetilene
L'acetilene (C2H2) è un idrocarburo insaturo contenente il 92,3% in peso di carbonio (quindi, fra tutti gli idrocarburi, è quello che contiene la più alta percentuale in peso di carbonio), sintetizzato per la prima volta nel 1836 per reazione fra H e carburo di potassio. Il limite di infiammabilità (a pressione atmosferica) inferiore dell'acetilene con l'ossigeno è minore del 3%, mentre il limite superiore è del 90% (cioè l'acetilene brucia a pressione atmosferica in ossigeno in concentrazioni che vanno dal 3 al 90% in volume), questi valori tendono ad allargarsi aumentando la pressione. La velocità di propagazione della fiamma ha un massimo di 22 m/s (10,9% di acetilene), questo significa che la reazione con l'ossigeno può provocare esplosioni. Per questo motivo, considerando anche che l'acetilene è corrosivo nei confronti dei metalli, in quanto forma acetiluri, l'acetilene è conservato disciolto in acetone. L'acetone in cui viene disciolto l'acetilene deve essere privo di impurezze, in particolare di acqua, che abbassa notevolmente la solubilità dell'acetilene nell'acetone. Per facilitare la stabilità della soluzione di acetilene in acetone, le bombole sono riempite di materiale poroso in cui viene assorbito l'acetone.
Considerando le difficoltà di gestione dell'acetilene in bombole, nella prima metà del XX secolo, cioè prima che la saldatura ossiacetilenica venisse sostituita dalla saldatura ad arco, venivano utilizzati gasogeni per la produzione di acetilene. La reazione chimica utilizzata nei gasogeni per la produzione era quella fra acqua e carburo di calcio
{\displaystyle CaC_{2}+2H_{2}O\rightarrow C_{2}H_{2}+Ca(OH)_{2}}

## Il cannello ossiacetilenico
L'acetilene viene portato a contatto con l'ossigeno, per generare la fiamma, tramite il cannello, che miscela i due gas nelle quantità opportune per avere una fiamma con le caratteristiche richieste per la saldatura (alta temperatura ed ambiente riducente). La potenza del cannello è definita come la portata di acetilene (l/h) che può essere erogata dal cannello stesso. I cannelli possono variare la potenza o per cambiamento della testa (cioè la parte in cui avviene la miscelazione dei gas ed in cui è l'orifizio di uscita) o con un eiettore variabile e cambiando solo la punta (cioè l'orifizio di uscita dei gas miscelati).
I cannelli possono essere a bassa pressione (cioè con la pressione di ossigeno più alta di quella dell'acetilene), in questo caso l'ossigeno (alla pressione di 1-3 bar) viene accelerato in un eiettore e successivamente miscelato all'acetilene, che si trova a pressione atmosferica. In questo modo si ha un miscelamento superiore al teorico con conseguente maggiore consumo di ossigeno. Nei cannelli ad alta pressione ossigeno ed acetilene sono alla stessa pressione (0,5-0,75 bar), quindi non è necessario l'eiettore per la miscelazione che avviene fra gas alla stessa pressione. Lo svantaggio naturalmente presente con questi cannelli è la necessità di tenere l'acetilene ad una pressione relativamente elevata.
Il saldatore, nel corso delle operazioni di saldature deve regolare la fiamma in modo tale che resti sempre neutra o riducente. Ovviamente saldare in eccesso di ossigeno porta a difetti di saldatura come inclusioni di ossidi o incollature.

## Impiego della saldatura ossiacetilenica
Nei primi decenni del XX secolo il processo di saldatura ossiacetilenico è stato il più diffuso nel mondo, per essere gradualmente sostituito, a partire dal quarto decennio di quel secolo, dalla saldatura ad arco. Attualmente l'equipaggiamento per la saldatura ossiacetilenica è mantenuto in officine che lo utilizzino anche per altri scopi (imburraggio o ossitaglio). La saldatura ossiacetilenica può essere utile per riparazioni in ambienti in cui non sia possibile far arrivare una potenza elettrica (per esempio per motivi di sicurezza).
I materiali che possono essere saldati con questo tipo di procedimento sono:
- acciai al carbonio o basso-legati
- ghise malleabili (con particolari precauzioni)
- acciai inossidabili al Cr-Ni e acciai al Cr (utilizzando un disossidante per evitare la passivazione superficiale)
- alluminio e relative leghe, tuttavia è richiesto un disossidante ed una notevole abilità del saldatore
- rame, per cui sono richieste particolari precauzioni per il raffreddamento

## Difetti tipici in questo tipo di saldatura
I difetti tipici di questo tipo di saldatura possono essere mancanze di penetrazione o incollature, dovuti ad un uso del cannello con un apporto termico insufficiente a portare il materiale a completa fusione sul fondo (mancanza di penetrazione) o sui lati, con formazione di ossidi, (incollatura) del cordone di saldatura. Mentre le mancanze di penetrazione sono facilmente rilevabili con un esame visivo, le incollature possono essere evidenziate solo con controlli volumetrici. Più raramente è possibile trovare inclusioni di ossidi o addirittura denaturazione del metallo (cioè un'alterazione chimica del metallo base ad opera della fiamma) dovute principalmente ad una regolazione di fiamma che porta a fiamma ossidante.
Difetti di esecuzione, comuni anche ad altre tipologie di saldatura, sono i profili del cordone errati (eccesso di sovraspessore, mancanza di spessore, incisioni marginali), questi difetti in genere provengono da un'errata velocità di saldatura. L'eccesso di sovraspessore viene da un movimento in avanti del cannello troppo lento, mentre la mancanza di spessore viene generalmente da un movimento eccessivamente rapido. Le incisioni marginali possono venire anche da un'errata posizione del cannello (solco su un solo lato) o da un'eccessiva potenza del cannello (solchi su entrambi i lati).